# Kent Mitchell
Henry Kent Mitchell II (ur. 29 marca 1939 w Albany) – amerykański wioślarz (sternik), dwukrotny medalista olimpijski.
Wystąpił na igrzyskach olimpijskich w Rzymie w 1960, gdzie Amerykanie w składzie: Richard Draeger, Conn Findlay i Kent Mitchell (sternik) zdobyli brązowy medal w dwójkach ze sternikiem. W finale o 5,44 sekundy wyprzedziła ich osada Wspólnej Reprezentacji Niemiec, a o 4,41 sekundy osada ZSRR. Na rozgrywanych cztery lata później igrzyskach olimpijskich w Tokio, wspólnie z Edem Ferrym i Connem Findlayem zwyciężył w tej samej konkurencji. Tym razem Amerykanie o 2,92 sekundy wyprzedzili Francuzów i o 2,19 sekundy Holendrów.
Był mistrzem kraju w dwójkach ze sternikiem w latach 1961 i 1962. Absolwent prawa Uniwersytetu Stanforda i Uniwersytetu Kalifornijskiego w Berkeley. Po zakończeniu kariery sportowej prowadził własną kancelarię.